# Intera
Intera d.o.o. je slovensko podjetje, ustanovljeno leta 2002. Sedež ima na Ptuju, ukvarja pa se z računalniškim programiranjem.
Razvija lasten CRM sistem za podjetja.

### Lastništvo
Lastnika sta Davorin Gabrovec (75%) in Peter Ladič (25%), ki družbo vodita kot direktorja. Peter Ladič je bil gost oddaje Prava ideja na RTV.

## Nagrade in priznanja

### Festival kreativne komunikacije mladih Magdalena
- 13.–15. maj 2004 (Maribor): finalisti v kategoriji spletnih medijev[4]

### Najpodjetniška ideja (Finance)
- 2008–09: 2. mesto[5]

### Zlata nit (Dnevnik) - najboljši zaposlovalec med malimi podjetji
- 2013[6]
- 2017[7]